# Pritha beijingensis
Espèce
Pritha beijingensis est une espèce d'araignées aranéomorphes de la famille des Filistatidae.

## Distribution
Cette espèce est endémique de la municipalité de Pékin en Chine,.

## Description
Le mâle holotype mesure 3,17 mm et les femelles de 3,33 à 3,57 mm.

## Étymologie
Son nom d'espèce, composé de beijing et du suffixe latin -ensis, « qui vit dans, qui habite », lui a été donné en référence au lieu de sa découverte, Beijing.

## Publication originale
- Song, 1986 : On a new species of the family Filistatidae from China (Araneae). Acta Zootaxonomica Sinica, vol. 11, no 1, p. 43-45.